# Hřebečná

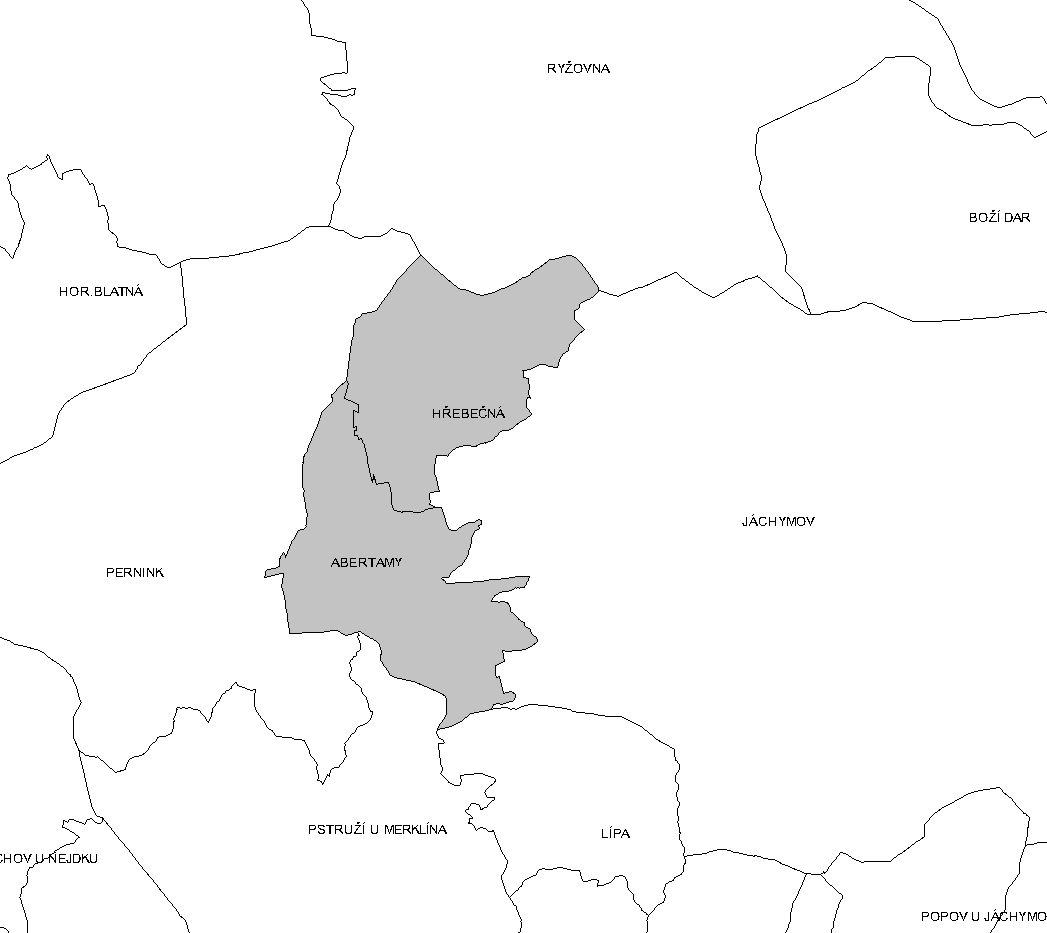
Lage von Hřebečná

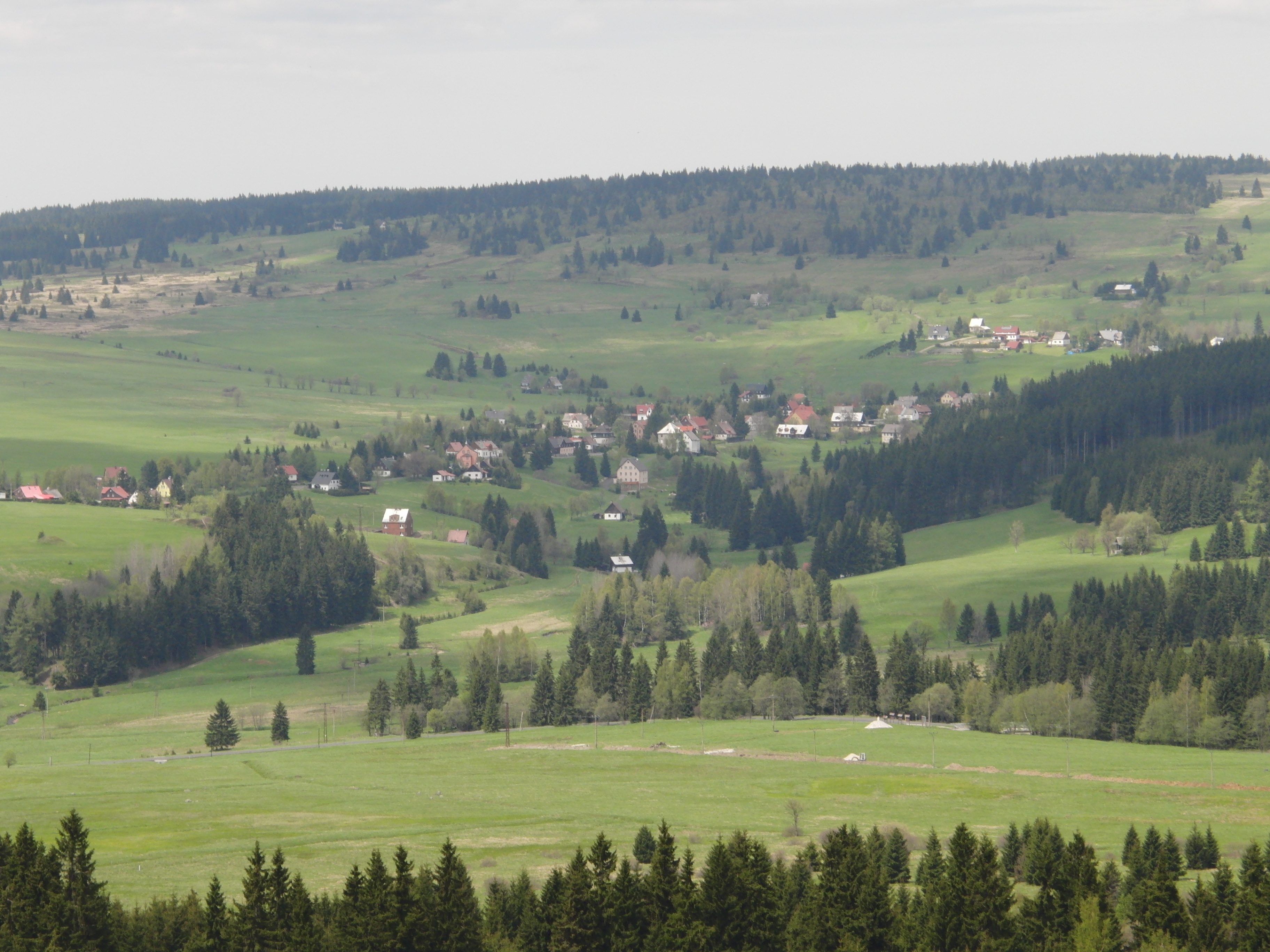
Hřebečná vom Plešivec (Pleßberg) aus gesehen

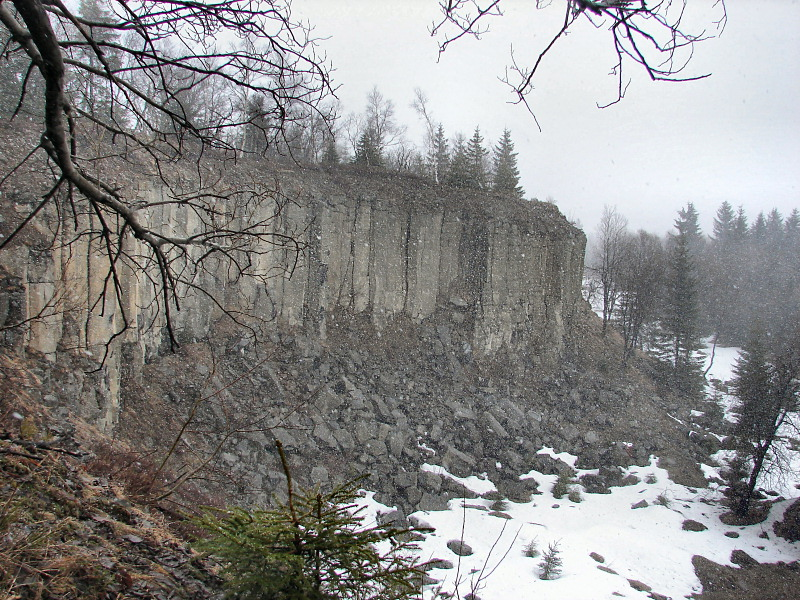
Der Basaltsteinbruch im äußersten Norden von Hengstererben.

Hřebečná (deutsch: Hengstererben) ist ein Ortsteil der Stadt Abertamy (Abertham) in Tschechien.

## Geografie

### Lage
Der Ort liegt im böhmischen Teil des Erzgebirges unmittelbar unterhalb der Kammlinie und erstreckt sich zwischen etwa 860 und 1040 m n.m. Er wird vom Bach Rote Wistritz (Bystřice) durchflossen und liegt an einer 1903 erbauten Straße, die Abertamy (etwa 2,5 km südwestlich) mit Ryžovna (Seifen, etwa 3 km nördlich) miteinander verbindet. Hřebečná ist Katastralbezirk und mit 420,15 ha nur unwesentlich kleiner als Abertamy (449,53 ha).

### Ortsgliederung
1720 tauchte die Bezeichnung Hengstererben erstmals als Zusammenlegung der Teile Hengst und Erb(en) auf. Noch im 19. Jahrhundert wurden Ortsteile dieser Streusiedlung auseinandergehalten, wovon Hengst (in der Mitte), Grund (im Süden) und Erb (im Osten) die wichtigsten waren. Als Neu-Werlsberg wurden acht Häuser in Erb bezeichnet, die 1885 nach Werlsberg (Vršek), einem Ortsteil von Joachimsthal (Jáchymov), eingemeindet wurden. Das Gebiet um die Rote Grube wurde auch Vorderer Hengst (Přední Hřebečná) bezeichnet. Erwähnt wurden noch die Einschichten Sandighäuser (zwischen Hengst und Erb) und Steinhöhe sowie Neugeschrei und Neujahr. Zumindest Steinhöhe, eine Wüstung, liegt jedoch heute auf dem Gebiet von Ryžovna.

## Geschichte
Erstmals erwähnt wurde der „Hengst“ in der Sarepta von Johannes Mathesius, der unter dem 4. Quartal 1545 „Hengst angangen“ schrieb. Nachdem damit die Bergwerke am Berg Hengst und insbesondere die Grube Mauritius und die Rote Grube gemeint waren, wird angenommen, dass sich spätestens damals die Bergleute dort niederließen. Aufgrund des bedeutenden Zinnbergbaus, der in Böhmen nur noch von dem in Schlaggenwald (Horní Slavkov) übertroffen wurde, wuchs die Siedlung rasch. Nachdem im Prager Vertrag von 1546 Teile des ehemaligen Kreisamtes Schwarzenberg an die böhmische Krone abgetreten worden waren, erließ König Ferdinand I. 1548 eine Zinn-Bergordnung, mit der er den Zinnbergbau in Hengst, „Perninger“ (Bärringen), Lichtenstadt, Platten, Gottesgab, Kaff, Mückenberg regelte und dem Ort die Bergfreiheit verlieh. Auch wenn Hengst niemals die städtischen Privilegien erhielt, war seine Bedeutung aufgrund seiner Größe und des bedeutenden Bergbaus mit der einer Bergstadt gleichzusetzen. Die weitere Entwicklung des Ortes war immer eng mit dem Bergbau verbunden. Noch in den 1790er Jahren standen dort 14 Pochwerke und eine Arsenhütte. Obwohl der Ort meist 1000 bis 1500 Einwohner hatte, war er nur kurz selbständig.
Nach dem Zweiten Weltkrieg wurden weite Teile der fast ausschließlich deutschsprachigen Bevölkerung vertrieben. Dafür wurden Bewohner aus Teplice angesiedelt. In den 1950er Jahren wurden zahlreiche Häuser abgerissen, Der Ort lag wegen des Uranbergbaus im Sperrgebiet. In den 1970er Jahren begann er sich als Urlaubs- und Erholungsort wieder langsam zu entwickeln. Auch heute noch wird der größte Teil der etwa 100 Häuser nur als Feriendomizil genutzt. Im oberen Teil verläuft die Krušnohorská magistrála.

## Entwicklung der Einwohnerzahl
Zur Volkszählung im Jahr 1921 hatte der Ort 1108 Einwohner (davon 487 Männer), unter denen ein Tschechoslowake, ein Ausländer und 1106 Deutsche waren. Außer vier Einwohnern mit evangelischem Bekenntnis bekannten waren alle Einwohner römisch-katholisch. Bei der Volkszählung im Jahr 1930 lebten 1224 Einwohner in dem Dorf, davon sechs Tschechoslowaken, ein Ausländer und 1217 Deutsche. Außer elf Einwohnern evangelischen Bekenntnisses, einem Angehörigen der tschechoslowakischen hussitischen Kirche und einem Juden bekannte sich die überwiegende Mehrheit der Einwohner zur römisch-katholischen Kirche.
| Jahr | Einwohnerzahl |
| ---- | ------------- |
| 1869 | 1264          |
| 1880 | 1456          |
| 1890 | 1388          |
| 1900 | 1400          |
| 1910 | 1459          |

| Jahr | Einwohnerzahl |
| ---- | ------------- |
| 1921 | 1108          |
| 1930 | 1224          |
| 1950 | 666           |
| 1961 | 298           |
| 1970 | 98            |

| Jahr | Einwohnerzahl |
| ---- | ------------- |
| 1980 | 49            |
| 1991 | 31            |
| 2001 | 37            |
| 2011 | 56            |

## Sehenswürdigkeiten
- Besucherbergwerk Grube Mauritius (tschechisch Důl Mauritius)
- Naturschutzgebiet Ryžovna